# 4chan
4chan(한국어: 포챈)은 미국의 이미지보드 웹사이트이다. 이 사이트의 유저들은 일반적으로 익명으로 기고하며 기고하면 먼저 올라왔던 게시물의 위에 올라오며 각기 주제가 특화된 여러 게시판으로 분리되어 있는 구조로 되어있다. 가입은 필요하지 않으며 운영진외에는 등록할 수 없도록 되어있다. 극우 성향의 사이트이다.
2003년 10월 1일에 만들어진 이 웹사이트는 일본의 이미지보드 사이트에서 본따 만들어졌으며 그 중 일부 후타바 채널에서 따온 것도 있다. 사이트 개설 초기에는 일본의 만화와 애니메이션에 관한 토론과 그림이 주로 올라왔으나 사이트가 확장되고 유명세를 탐에 따라 현재는 비디오 게임, 음악, 문학, 피트니스, 정치 및 스포츠 등 다양한 주제에 관한 게시물이 올라오고 있다.
이 사이트와 연관된 것으로 인터넷 서브컬쳐와 활동이 있으며 그 중에서도 어나니머스, 알트라이트 그리고 프로젝트 채놀로지가 있다. 그 외에도 롤캣, 릭롤링, 초콜렛 레인, 페도베어 등 여러 인터넷 유행을 제작한 것으로도 잘 알려져있다. 제일 활성화된 게시판은 랜덤 게시판, 혹은 /b/라는 게시판으로 사이트 초기 제일 먼저 만들어진 게시판이다. 이 게시판은 게시판 이름대로, 게시물을 올릴 때 최소한의 규정만이 적용된다. 고커는 한 때 이 게시판에 대해 농담삼아 "이 게시판을 읽으면 뇌가 녹아내릴 것"이라 한 바가 있다. 이 익명의 커뮤니티와 문화는 가끔 미디어의 주목을 받기도 한다. 미디어 플래너에게는 이 진취성은 광고 회사들에 있어 "창조성은 어디에나 있고 뉴미디어는 덜 접근할만 한 그 이상의 증거이다.
4chan 유저들은 링크에 본래 나와야 할 내용 대신 릭 애스틀리의 이미지가 나오도록 해서 낚거나 다른 웹사이트나 유저를 공격하거나, 관심을 받기 위해 협박 게시물을 올리는 등 여러 장난을 친다. 가디언지는 한때 4chan 커뮤니티를 두고 "미쳤고, 어리고, [...], 훌륭하고, 터무니없고, 두렵다"고 요약한 바 있다.
현재의 관리자는 일본의 2채널을 관리했던 니시무라 히로유키가 맡게 되었고, 이후 창립자였던 크리스토퍼 풀은 관리자를 떠났다.

## 배경

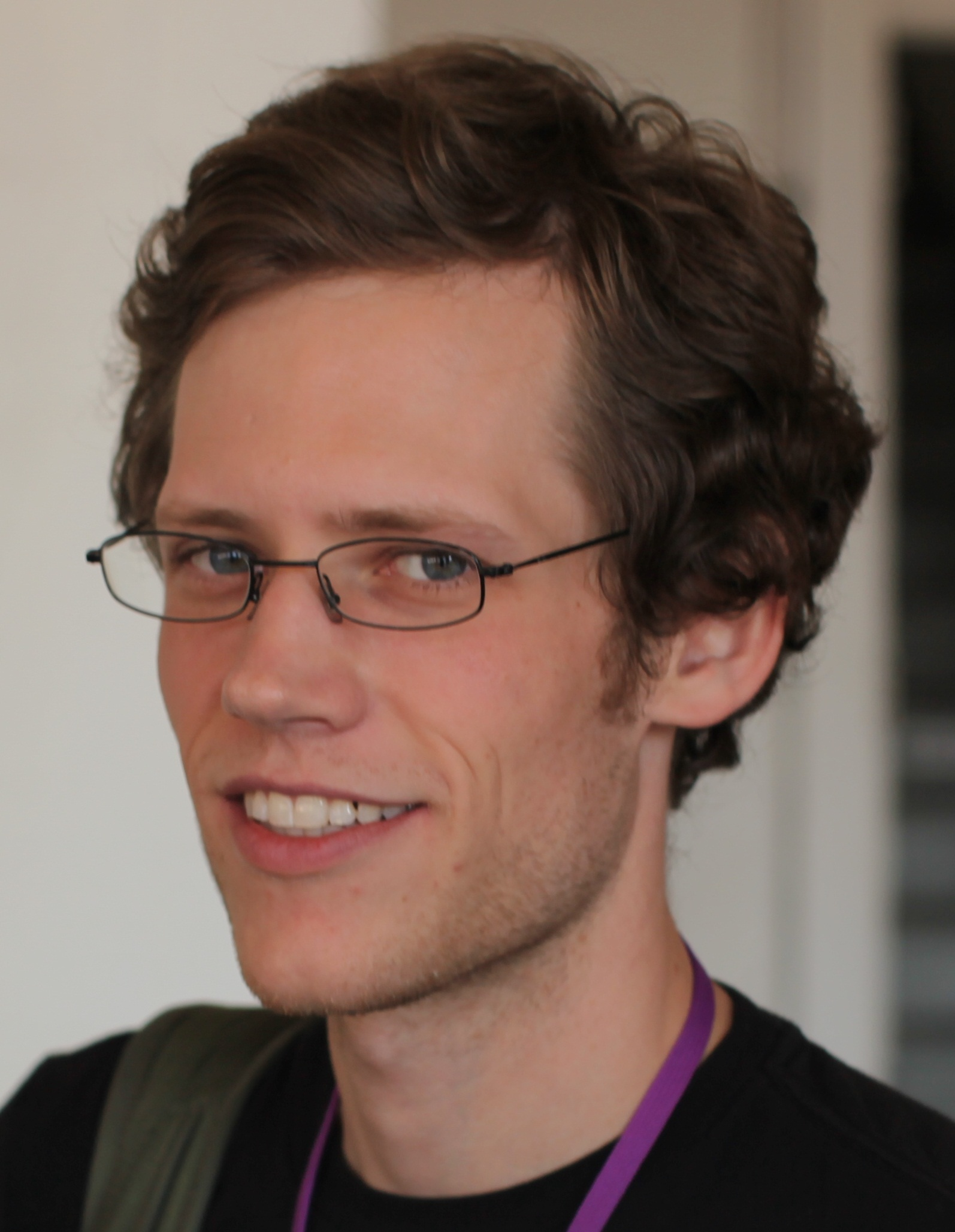
설립자 크리스토퍼 풀

4chan은 섬싱 오풀이라는 인터넷 포럼 회원 중 한명인 크리스토퍼 풀이 2003년 (당시 15세) 자신의 방에서 설립하였다. 미국에서도 잘 알려진 후타바 채널이란 이미지 게시판 구조를 기반으로 일본의 만화, 애니메이션에 대해 토론하는 목적으로 설립하였다고 전해진다.
4chan은 초기 메시지 보드 및 이미지보드 사이트로 시작했다. 이 사이트는 크게 6개의 분야로 나뉘는데 일본의 문화, 취미, 창작, 성인 (18+), 기타, 잡다한 것 (+18)으로 나뉘는 것이 그것이다. 이 게시판에는 랜덤 게시판 외에 아니메, 망가, 기술, 스포츠, 사진, 음악, 헨타이, 토렌트, 여행, 운동에 관한 토론 장소를 제공한다. 4chan은 본래 토론 게시판을 분리된 도메인 "world4ch"에 두었으나 이후 dis.4chan.org이라는 서브도메인으로 옮겼다. 사이트 관리에 고용된 사람은 크리스토퍼 풀이 온라인 테트리스에서 만난 프로그래머 한 명으로 나머지
중재자는 전부 자원봉사자들이다. 2011년 기준, /b/ (랜덤), /v/ (비디오 게임), /a/ (일본의 애니메이션 및 만화), 그리고 /s/ (노골적인 그림) 게시판들이
각각 사이트 내 가장 활발한 게시판 순위 1, 2, 3, 4위를 차지하고 있다.
로스엔젤레스 타임스에 따르면 4chan은 세계에서 가장 붐비는 이미지보드 중 하나이다. 4chan의 인터넷 순위는 일반적으로 700위 언저리에 머물고 있으며 한 때 56위까지 오른 적도 있었다.
이는 무료로 제공되는 많은 양의 대역폭을 소모시키게 하였고 그 결과 재정 악화의 원인이 되었다. 풀은 사이트를 유지하는 데 기부만으로 해결할 수 없어 사이트를 유지할 수 있을 정도로 자금을 확보하기 위해 광고 사업에 대해 알아보았었다. 하지만, 노골적인 컨텐츠들이 올라오는 4chan은 사이트에 올라오는 이유로 협력을 거부하는 업체와 협력하는 걸 그만두었다. 2009년 1월, 4chan은 한 광고 회사와 계약했으며 이내 동년 2월, 세금으로 2만 불을 지급하고 계속해서 재정에 어려움을 겪고 있다. 4chan의 서버는 2008년 8월, 텍사스에서 캘리포니아로 옮기면서 최대 대역폭을 100Mb/s에서 1Gb/s로 업그레이드하였다.
대부분의 웹 포럼과는 달리, 4chan은 가입 시스템을 갖추고 있지 않으며 익명으로 투고할 수 있도록 되어있다. 게시물을 올릴 때 닉네임 어떤 것을 써도 가능하며 "Anonymous"나 "moot"처럼 이전에 쓰였던 닉네임도 가능하다. 가입 대신, 4chan에는 트립코드를 통해 작성자의 신원을 확인할 수 있도록 추가적인 시스템이 제공되어 있다."이름"필드를 채우지 않고"익명"으로 게시하는 것은 익명을 전제로 하며, 4chan에 대한 일반적인 이해는 익명이 아니라 사용자 집단이 아니라는 것을 의미한다. "이름"란을 채우지 않고 게시물을 올리면 자동으로 이름이 "Anonymous"로 표시되며, 4chan에서의 이 Anonymous란 일반적으로 한 사람이 아닌 사용자 집단인 것으로 여겨진다. Moderators는 일반적으로 사후 대응적 행동을 수행할 때 조차도 이름 없이 우편으로 발송된다. 조정자는 일반적으로
이름이 게시되지 않은채로 게시물을 올리며 관리자 권한을 행사할 때도 그러하다. 조정자가 가끔 캡코드 없이 게시물을 올리더라도, 캡코드는 "Anonymous ## Mod"가 게시물을 올린 것으로 본다. 2011년, 니코니코 동화와의 인터뷰에서, 풀은 4chan에는 약 20명의 자발적인 중재자가 있다고 하였다. 이외에도, "janitors"라는 게시물이나 그림을 삭제하고, 일반 조정회에게 유저의 차단을 건의할 수 있으나 캡코드를 사용해 게시물을 올릴 순 없는 청소년들로 구성된 조정회가 있다. 자신이 janitor임을
드러내면 즉시 janitor 직위가 박탈된다.
4chan은 가끔씩 DDOS 공격의 타겟이 된다. 예를 들어 2010년 12월 28일, 4chan과 기타 사이트가 DDOS 공격으로 문을 닫자 본 사이트의 설립자 풀은 자신의 블로그에서 "우리는 이제 마스터카드, 비자, 페이팔과 같은 특별한 위치의 반열에 오르게되었어!"라 말한 바가 있다.

## 어나니머스와 프로젝트 채놀로지와의 관계
4chan는 "익명"이라는 이름의 게시물들로 인해 볼티모어 시티 신문에 의해 익명으로 만들어진 익명지의 시작점으로 분류되어 왔다.
발티모어 시티 페이퍼는 "어나니머스"라는 이름으로 계약된 글들의 기준을 두고 4chan이 어나니머스 밈의 시작점이라고 하였다. 네이셔널 포스트의 데이비드 조지-코시는 어나니머스가 여러 인터넷 랠리 채팅 채널 뿐만이 아니라 4chan과 711chan과 연관되었다고 널리 보도되었다고 말했다.
어나니머스와의 협력을 통해 4chan은 어나니머스의 구성원들이 여는 사이언톨로지 교회에 대한 전세계적인 규모의 시위인 프로젝트 채놀로지와 인연을 맺었다. 2008년 1월 15일, 한 4chan 유저가 /b/ 게시판에 사이언톨로지 교회의 웹사이트에 "어떤 커다란 것을 하자"고 제안했다. 이 메시지는 해당 교회가 휴대전화로 위협을 받게되는 결과를 낳았고 이는 빠르게 현실 세계에서의 큰 규모의 시위로 번졌다. 이전의 익명의 공격과 다르게, 이 행동은 릭롤링과 가이 포크스 마스크와 함께 4chan의 밈이 되었다. 이 공격은
4chan에 대해 안좋은 편견을 줄 것이라 주장하는 일부 4chan 유저들에게 비판을 받았다.

## 주요 이미지보드
2016년 1월 기준, 4chan은 토론 기반의 이미지보드 66개 게시판과 플래시 업로드만 가능한 게시판 하나와 그 외 잡다한 게시판 들이 있다.

### /b/
랜덤 게시판 /b/는 후타바 채널의 니지우라 게시판을 본 뜬 것이다. 사이트 초창기 맨 먼저 만들어진 게시판이고 또한 단연코 4chan의 가장 유명한 게시판으로 사이트 전체의 트래픽 3할을 차지한다. 고커닷컴의 닉 더글라수는 이 /b/ 게시판을 "서로 충격을 주고, 즐겁게 하고 포르노를 자유롭게 권장하려고 하는 사람들"이라 요약하였다. /b/ 게시판은 아동 포르노나 다른 사이트 공격해 그 사이트 게시판을 도배해서 운영에 지장을 주는 행위나 18세 미만 청소년의 열람, 그리고 사이트 전체에 적용되는 규칙 등과 같은 불법 컨텐츠를 제외하고는 "규칙이 없다"는 규칙을 지닌다. 이 다른 사이트를 침입하지 말라는 규칙은 /b/ 게시판 사용자들이 여름 대부분의 시간을 하보 호텔을 공격하는 데 쓴 이후 2006년 말에 제정되었다. 규칙이 없는 규칙은 관리자나 조정자의 행동에도 적용이 되는
데 즉 언제, 어떤 이유에서든 혹은 아무 이유가 없어도 사용자들이 차단될 수 있다는 뜻이다. 부분적으로 익명성을 보장하는 이 게시판의 환경 때문에, 게시판 관리는 항상 잘 되는 것이 아니다. 실제로 아동 포르노그래피 금지 규칙은 /b/ 게시판의 농담거리가 된다. 크리스토퍼 폴은 뉴욕 타임즈에서 /b/ 게시판의 관리에 관해 "그 자체의 규범을 지시하기 위한 강력한 거짓말"이며 사이트 관리자는 사이트 공간을 제공할 뿐이라고
하였다.
스스로 /b/tards라 부르는 /b/ 게시판의 많은 사용자들의 유머로 새로 온 사람과 외부인은 이해할 수 없고 내부에서나 알아들을 수 있는 농담이나 다크 코미디가 가끔 올라온다. 또한 사용자 서로나 바깥 세상 대부분을 페그라 부른다. 이 사용자들은 외부인들로부터 "LOL"의 부패가 다른 사람의 불행을 즐기는 데 나타내는 것과 같이 "규칙을 위해 하는 것"의 의도로 자주 행하는 인터넷 트롤로 불린다. 뉴욕 옵저버는 이 게시판의 게시자들을 "사이트의 익명성과 게시물을 저장하지 않는 게시판의 특성으로 인해 나쁜
행동들을 하는 미성숙한 장난꾸러기들"이라 표현하였다. 더글라스는 이 게시판을 두고 엔사이클로페디아 드라마티카의 정의인 "인터넷의 똥구멍"을 원문 그대로 인용하며 "이 게시판을 읽으면 뇌가 녹아내릴 것"이라 하였다. 뉴욕 타임즈의 마타디아스 슈왈츠는 /b/ 게시판을 고등학교
화장실 칸막이나 음란한 단체 전화방"으로 비유한 반면 발티모어 시티 페이퍼는 아이들이 다용도 칼을 가지고 다니고 사물함에는 야한 사진들이 채워져 있는 인터넷 상의 고등학교라 비유하였다. 와이어드는 /b/ 게시판을 "악명 높다"고 묘사하였다.
각 게시물은 게시물 번호가 붙는다. 일부 게시물 번호들은 그 번호를 얻기 위해 많은 양의 게시물을 올린 후 얻을 수 있다. 이 특수한 번호는 12345678, 22222222 나 100만 단위의 번호의 게시물에 해당된다. 풀에 따르면 4chan의 크기를 나타내는 신호는 게시물 등재 빈도가 높아서 매주 특수한 게시물 번호가 찍혀 특수한 번호를 찍는 게 의미가 없어질 때이다. 그는 2008년 7월 기준 /b/ 게시판에 올라오는 게시물이 하루에 약 15만에서 20만에 달한다고 하였다.

### /pol/
/pol/ (정치적 올바름 (political correct))는 4chan의 정치에 관해 토론하는 게시판이다. 이 게시판에 메인에 걸린 스레드에는 본 게시판의 의도된 목적은 뉴스, 월드 토픽, 정치적 이슈, 기타 관련 주제에 관해 토론하는 것이라 소개한다. /pol/ 게시판은 이전에 존재했던 인종주의 관련 게시물이 너무 많아 2011년 1월에 삭제되었던 /new/ 게시판을 10월에 4chan의 뉴스 게시판으로 재단장하여 만들어졌다.
언론들은 이 /pol/ 게시판을 거의 인종차별주의와 성차별주의 성향을 띠며 네오나치 성향의 글들이 많이 올라온다고 규정한다. 남부빈곤법률센터는 /pol/의 수사적 스타일을 데일리 스토머와 같은 백인지상주의 웹사이트에서 영향을 받았다고 하였고 데일리 스토머의 편집자 앤드류 엔글린도 이에 동의하였다.
/pol/ 게시판은 트레본 마틴의 해킹된 소셜 미디어 계정에 처음으로 게재된 것의 스크린샷이였다. 최근 이 게시판의 사용자들은 안티페미니즘, 트랜스포비아, 반아랍 트위터 운동을 전개하고
있다.

## 인터넷 유행
인터넷을 통해 빠르게 퍼지는 유명한 문구나 이미지 등 여러 인터넷 유행은 4chan(그중에서도 특히 /b/ 게시판)에서 만들어진 것이 많다.이렇게 컨텐츠가 빠른 속도로 퍼지는 것은 군중 심리의 특징이기도 하다. 이 사이트에서 만들어진 다른 유행들은 보다 적은 수준의 미디어의 주목을 받았다. 여기엔 포켓몬에
등장하는 대사이자 수많은 유투브 헌정 영상을 만들어낸 "그래서 난 네가 물짱이를 좋아한다고 들었어"와 7학년생 미셸 핸더슨의 마이스페이스 온라인 기념관에 등장한 오표기인 자살과 동의어로 쓰이는 "an hero"등이 있다. 4chan과 드라마티카 백과사전과 같은 다른 웹사이트들은 여러 리트를 만들어내는 데에 기여했다. 마이 리틀 포니: 우정은 마법의 성인 팬들도 4chan에 자주 드나드는 걸로도 잘 알려져 그들을 위한 전용 게시판도 있다.

### 릭롤링 (Rickrolling)
2005년, 이 유행은 "duckroll"(덕롤)이라는 이름에서 시작되었다. 이전에 moot이 4chan에 필터링을 써서 "egg"을 "duck"으로 바꿔놓았고 이 때문에 "eggroll"과 같은 단어들은 "duckroll"로 바뀌었다. 이를 이용해 어떤 토론이나 주제에 관해 외부 링크를 걸 때 그 토론에 관련 있는 내용이 아닌 오리에 바퀴가 달린 그림을 걸어 낚시용으로 쓰였었다.
비디오 게임 그랜드 테프트 오토 IV의 트레일러 영상이 공개되자, 이 게임의 퍼블리싱 회사인 록스타 게임즈 웹사이트가 다운되게 할 만큼 큰 반응을 모았다. 한 4chan 유저가 록스타게임 사이트 링크 대신 원래는 앞서 말한 덕롤 링크가 올라가야 했지만 이 대신에 유튜브에 게재된 릭 애슬리'의 "Never Gonna Give You Up"영상으로 가게 했다. 이렇게 해서, "rickroll"이 탄생되었다. 애스틀리는 로스앤젤레스 타임즈와의 인터뷰에서 이 유행에 대해 "괴기스럽고 재밌다"라는 반응을 보였다.

### 초콜릿 레인 (Chocolate Rain)
이 유행은 어느 유튜브의 아마추어 가수, 테이 존데이의 영상이 4chan에 소개되어서 이 영상의 인기도를 오르게 만들었다.

## 논란

### 유명인 사진 유출
2014년 8월 31일, 유명인들의 사생활이 담긴 수많은 사진들이 아이클라우드의 사용자 패스워드를 통해 게재되었다 이 그림들은 4chan에 최초로 게재되었다. 이 사건으로 인해, 4chan은 디지털 밀레니엄 저작권법을 시행하겠다고 밝혀 사이트 상 불법적으로 공유된 자료들을 삭제할 수 있도록 하고 반복적으로 유출된 자료를 올린 사용자들을 차단하기로 하였다.

### 게이머게이트
2014년 8월, 4chan은 인디게임 개발자 조이 퀸의 전 남자친구의 허위 주장으로 시작해 여러 익명의 인터넷 유저들의 잘못된 주장이 따랐던 게이머즈게이트 논쟁과 연루되었다. 후에, 4chan의 사용자들은 퀸과의 분쟁에 연루되었던 인디고고를 통해 비디오 게임 그룹 내 여상 단체들에게 수천 달러를 기부했던 더 피안 영 캐피탈리스트에 기부하였다. 4chan은 또한 더 파인 영 캐피탈리스트의 프로젝트에 사용된 비비안 제임스를 제작하였고 이 캐릭터는 게이머즈게이트 지지자들의 비공식적인 마스코트가 되었다. 4chan내 게이머즈게이트와 관련된 토론은 사이트 내
규칙 위반으로 간주되어 4chan에서 금지되었으며, 게이머즈게이즈 지지자들은 다른 게시판인 8chan으로 이동하였다.

## ISP 추방

### 버라이즌 임시 추방
2010년 2월 3일, 4chan은 버라이즌 와이어리스를 사용하는 사람들이 이미지보드 게시판에 접속하는 데 장애가 생겼다고 보고를 받았다. 조사 결과, 풀은 도메인으로 가는 포트 80만이 영향을 받은 것으로 밝혀져 이 차단이 고의로 인한 차단인 것이라는 추정이 나왔다. 3일 후, 버라이즌 와이어리스는 4chan이 완벽히 차단되었다고 확인해주었다. 이 차단은 7여 일 후 해제되었다.

## 같이 보기
- 크리스토퍼 풀
- 후타바 채널